# Denkmalgeschützte Objekte in Hallein
In der Stadt Hallein gibt es  349 denkmalgeschützte Objekte. Die unten angeführte Liste führt zu den Listen der Stadtteile und gibt die Anzahl der Objekte an.
| Liste der Stadtteile (KG) | Objektanzahl |
| ------------------------- | ------------ |
| Adneter Riedl (Adnet II)  | 2            |
| Au (Au)                   | 1            |
| Bad Dürrnberg (Dürnberg)  | 14           |
| Burgfried (Burgfried)     | 3            |
| Gamp (Gamp)               | 1            |
| Gries (Gries)             | 0            |
| Hallein A–H               | 103          |
| Hallein I–O               | 96           |
| Hallein P–Z               | 119          |
| Neualm (Oberalm II)       | 1            |
| Taxach (Taxach)           | 9            |